# Leonidas Yerovi (hijo)
Leonidas Pedro Yerovi Douat (Lima, 18 de enero de 1916 - Lima, 22 de noviembre de 1975) fue un periodista y escritor peruano. Incursionó en el periodismo escrito y radial, destacando por su estilo desenfadado e incisivo. Condujo durante treinta años el espacio radial Yo soy el público, que tuvo una gran audiencia (1945-1975). En el plano literario, publicó un libro de relatos cortos, de temática costumbrista.

## Biografía
Nació en el jirón Lucanas de Barrios Altos, en Lima, siendo sus padres el poeta y dramaturgo Leonidas Nicolás Yerovi Douat, y la joven limeña de ascendencia francesa, María Sofía Douat Girous, los cuales eran primos.
A un año y un mes de nacido quedó huérfano de padre (que fue asesinado el 15 de febrero de 1917). También perdió a su madre cuando apenas tenía seis años, quedando entonces al cuidado de su abuela paterna, Jeanne Douat, hasta los doce años, cuando esta falleció, ocupándose entonces de él su abuela materna, Clorinda Girous.
Cursó su educación secundaria en el Colegio Nacional Nuestra Señora de Guadalupe y en el Colegio de los Salesianos.
Se inició en el periodismo a la edad de 18 años, ingresando en 1934 al diario La Prensa (donde había trabajado su padre) luego de improvisar un soneto que se le pidió como carta de presentación. Luego escribió sucesivamente para los diarios La Noche (1939), El Universal (1942) y La Crónica (1944).
En 1941 fundó la revista Dial, publicación quincenal dedicada a la radio, en una época en que se hallaba en auge este medio, al igual que el cine. Traía notas sobre artistas de radio, canciones de moda y otras amenidades. Duró hasta 1947.
En 1945 fundó el programa periodístico radial Yo soy el público, que se difundió de lunes a viernes a lo largo de treinta años, hasta 1975, por las ondas de Radio Libertad, Radio Mundial, Radio Atalaya y Radio Victoria. Revolucionó la manera de hacer radio, haciendo gala de un estilo desenfadado y muy incisivo.
En 1949 fundó el semanario La Cancha, especializado en la hípica, el cual se mantuvo durante varias décadas y sobrevivió tras su fallecimiento, siendo dirigido por su hijo Luis Fernán Yerovi.
Durante el gobierno del general Manuel A. Odría sufrió prisión por cuatro meses debido a las críticas que propinaba a dicho régimen a través de su espacio radial. Tras ser liberado, el gobierno cuestionó el título de su programa (Yo soy el público), ante lo cual, un grupo numeroso de oyentes acudió al local de la emisora para defender a Leonidas Yerovi, demostrando así que si bien él no era el público, si era su representante.
También el gobierno militar del general Francisco Morales Bermúdez, en octubre de 1975, quiso imponer una censura previa a Yo soy el público. Leonidas Yerovi se negó a propalarlo bajo tales condiciones; un mes después, falleció.
Casado con Carmen Rosa Díaz Torres, fue padre de Nicolás Yerovi Díaz (1951-2025). Este, siguiendo la tradición familiar, fue poeta, periodista, dramaturgo y humorista gráfico.

## Publicaciones
- ¡Aquí te las traigo, Pedro…! (Lima, Editora Durán, 1944), libro de relatos breves. Son cuadros de costumbres limeñas contemporáneas, en los cuales aparecen, humorísticamente captados, el ambiente, el carácter y los dichos de la baja clase media.[7]
- Lima, para ti es mi canción (Lima, 1945), comedia musical.[2]

Dejó inéditos un libro de versos satíricos, Fábulas peruanas, y otro de crónicas urbanas, Parado en la esquina he visto.